# Giambattista Patrizi
Giambattista Patrizi (Roma, 24 dicembre 1658 – Ferrara, 31 luglio 1727) è stato un cardinale e arcivescovo cattolico italiano.

## Biografia
Nacque a Roma il 24 dicembre 1658 da Patrizio Patrizi, marchese di Paganico e Virginia Corsini.
Papa Clemente XI lo elevò al rango di cardinale nel concistoro del 16 dicembre 1715.
Morì il 31 luglio 1727 all'età di 68 anni.

## Genealogia episcopale
La genealogia episcopale è:
- Cardinale Scipione Rebiba
- Cardinale Giulio Antonio Santori
- Cardinale Girolamo Bernerio, O.P.
- Arcivescovo Galeazzo Sanvitale
- Cardinale Ludovico Ludovisi
- Cardinale Luigi Caetani
- Cardinale Ulderico Carpegna
- Cardinale Paluzzo Paluzzi Altieri degli Albertoni
- Cardinale Gaspare Carpegna
- Cardinale Fabrizio Spada
- Cardinale Giambattista Patrizi